# Chaerophyllum polonicum
Chaerophyllum polonicum är en flockblommig växtart som beskrevs av Jastrz. och Józef Thomasz Rostafińsky. Chaerophyllum polonicum ingår i släktet rotkörvlar, och familjen flockblommiga växter. Inga underarter finns listade i Catalogue of Life.